# جامعة الإمام محمد بن سعود الإسلامية
جامعة الإمام محمد بن سعود الإسلامية؛ جامعة سعودية حكومية تقع في الرياض عاصمة المملكة العربية السعودية، تأسست سنة 1373هـ-1953 ممثلة في كلية العلوم الشرعية (وتُعرف الآن بكلية الشريعة) وتطورت منذ ذلك الحين بصورة جذرية حتى أصبحت جامعة في عام 1394هـ-1974، وقد وضع حجر أساس مبناها الجامعي الحالي في 5 يناير، 1982 في عهد الملك خالد. وافتُتِحت في العام 1990. تضم الجامعة 14 كلية، و3 معاهد عليا، و70 معهداً علمياً داخل المملكة، وخمس معاهد خارج المملكة في كل من إندونيسيا وجيبوتي. حصلت في تصنيف التايمز عام 2024 على المركز الثالث لأفضل جامعة في المملكة العربية السعودية والمركز الأول على جامعات الرياض. 

## مدراء الجامعة منذ تأسيسها
- الشيخ / عبد العزيز بن محمد آل الشيخ - مُنذ تأسيسها حتى عام 1396هـ.
- الدكتور / عبد الله بن عبد المحسن التركي - مُنذ عام 1396هـ حتى عام 1414هـ.
- الدكتور / محمد بن عبد الله العجلان - مُنذ 1414هـ حتى عام 1418هـ.
- الدكتور / عبد الله بن يوسف الشبل - مُنذ 1418هـ حتى عام 1419هـ.
- الدكتور / محمد بن سعد السالم - مُنذ عام 1419هـ حتى 1428هـ.
- الأستاذ الدكتور / سليمان بن عبد الله أبا الخيل - من 1428هـ حتى 1436 هـ.
- الدكتور / أحمد بن سالم بن محمد العامري من 1440 حتى الآن.[6]

## وكالات الجامعة

### وكالة الجامعة
ويتبعها كل من:
- وكالة الجامعة.
- الإدارة العامة للموارد البشرية.
- الإدارة العامة للشؤون الإدارية والمالية.
- معهد الأمير نايف للبحوث والخدمات الاستشارية.
- الإدارة العامة للمشتريات والمنافسات.
- الإدارة العامة لتطوير الأعمال والاستثمار.
- الإدارة العامة للمطابع والنشر.

وكالة الجامعة للشوؤن التعليمية:
ويتبعها كل من:
- المَعهدُ العَاليْ للقَضاء.
- كلية الشريعة.
- كلية أصول الدين والدعوة.
- كلية اللغة العربية.
- كلية العلوم الاجتماعية.
- كلية اللغات والترجمة.
- كلية الإعلام والاتصال.
- كلية التربية.
- معهد تعليم اللغة العربية.
- معهد العلوم الإسلامية والعربية في إندونيسيا.
- المعهد الإسلامي في جيبوتي.
- كلية الاقتصاد والعلوم الإدارية.
- كلية علوم الحاسب والمعلومات.
- كلية الطب.
- كلية التمريض.
- كلية العلوم.
- كلية الأعمال.
- كلية الهندسة.
- الكلية التطبيقية.
- فرع الكلية التطبيقية بحريملاء.

العمادات المساندة:
- عمادة شؤون الطلاب.
- عمادة البرامج التحضيرية.
- عمادة القبول والتسجيل.
- عمادة التعلم الالكتروني والتعليم عن بعد.

وكالة الجامعة للدراسات العليا والبحث العلمي:
ويتبعها كل من:
- وكالة الجامعة للدراسات العليا والبحث العلمي.
- المجلس العلمي.
- عمادة البحث العلمي.
- معهد الملك عبد الله للترجمة والتعريب.
- مركز الابتكار وريادة الأعمال.
- الإدارة العامة لشؤون المكتبات.
- الإدارة العامة للجمعيات العلمية.
- متحف تاريخ العلوم العربية والإسلامية.

وكالة الجامعة لشؤون المعاهد العلمية:
ويتبعها كل من:
- المعاهد العلمية.
- الإدارة العامة للاشراف التربوي بالمعاهد العلمية.
- الإدارة العامة لتطوير الخطط والمناهج للمعاهد العلمية.
- الإدارة العامة للتجهيزات الدراسية بالمعاهد العلمية.
- الإدارة العامة للشؤون الطلابية بالمعاهد العلمية.
- الإدارة العامة للشؤون الطلابية بالمعاهد العلمية.
- الإدارة العامة للقياس والتقويم التربوي.
- الإدارة العامة لتقنيات التعليم بالمعاهد العلمية.
- وحدة العلاقات العامة والإعلام التربوي بالمعاهد العلمية.
- وحدة ضمان الجودة بالمعاهد العلمية.
- مكتب تحقيق الرؤية في المعاهد العلمية.

الإدارة العامة لتطوير الأعمال والاستثمار:
ويتبعها كل من:
- معهد الأمير نايف للبحوث والخدمات الاستشارية.
- الإدارة العامة للأوقاف.
- صندوق استثمارات الجامعة للموارد الذاتية.
- مركز دراسات سوق العمل.
- الإدارة العامة للاستثمار.
- كلية التعليم المستمر وخدمة المجتمع.
- دار النشر بالجامعة.
- متحف تاريخ العلوم والتقنية في الإسلام.

وكالة الجامعة لشؤون الطالبات:
ويتبعها كل من:
- إدارة ومراقبة الأداء في مدينة الملك عبد الله للطالبات.
- إدارة الشؤون الفنية في مدينة الملك عبد الله للطالبات.
- إدارة شؤون الطالبات في مدينة الملك عبد الله للطالبات.

وكالة الجامعة للتطوير المؤسسي والمسؤولية المجتمعية:
ويتبعها كل من:
• عمادة التطوير والجودة.
• عمادة تقنية المعلومات والتعلم الإلكتروني .
• مركز الدراسات والمعلومات .
• مركز التخطيط الاستراتيجي .
• مركز تطوير المهارات.
• مركز الوثائق والمحفوظات.
الإدارة العامة للتعاون و التواصل الدولي:
ويتبعها كل من:
- عمادة شؤون المعاهد في الخارج.
- إدارة الابتعاث والشراكات الدولية.
- إدارة الاتفاقيات والشراكات المحلية.
- الإدارة العامة للمعارض والملتقيات.

## الكليات
- كلية اللغة العربية
  - قسم الأدب.
  - قسم البلاغة والنقد ومنهج الأدب الإسلامي.
  - قسم النحو والصرف وفقه اللغة.
- معهد تعليم اللغة العربية :
  - قسم الإعداد اللغوي: يقدم برنامج دبلوم متوسط لتعليم اللغة العربية لغير الناطقين بها .
  - قسم اللغويات التطبيقية العربية: ويقدم ثلاثة برامج من برامج الدراسات العليا ، هي:
  - - برنامج الدبلوم العالي في اللغويات التطبيقية العربية.
  - - برنامج الماجستير في اللغويات التطبيقية العربية .
  - - برنامج الدكتوراه في اللغويات التطبيقية العربية.
- كلية العلوم الاجتماعية
  - قسم علم النفس.
  - قسم علم الاجتماع والخدمة الاجتماعية.
  - قسم التاريخ والحضارة.
  - قسم الجغرافيا.
- كلية التربية
  - قسم الإدارة التربوية.
  - قسم المناهج وطرق التدريس.
  - قسم أصول التربية.
  - قسم التربية الخاصة.
  - قسم الطفولة المبكرة.
- المعهد العالي للدعوة والاحتساب
  - قسم الدعوة.
  - قسم الحسبة والرقابة.
  - قسم الدراسات الإسلامية المعاصرة.
- كلية الإعلام والاتصال
  - قسم الصحافة والإعلام الجديد.
  - قسم العلاقات العامة والاتصال التسويقي.
  - قسم الإذاعة والتلفزيون .
  - قسم الجرافيكس والوسائط المتعددة.
  - قسم السينما والمسرح.
- كلية الاعمال
  - قسم إدارة الأعمال.
  - قسم الاقتصاد.
  - قسم المحاسبة.
  - قسم التسويق.
  - قسم المالية.
  - قسم التأمين وإدارة المخاطر.
- كلية العلوم
  - قسم الرياضيات والإحصاء.
  - قسم الفيزياء.
  - قسم الكيمياء.
  - قسم الأحياء.
- كلية الطب
  - قسم التشريح وعلم وظائف الأعضاء.
  - قسم الكيمياء الحيوية.
  - قسم علم الأمراض.
  - قسم علم الأدوية.
  - طب الطوارئ.
  - الطب النفسي.
  - قسم الأشعة.
  - قسم التخدير والجراحة.
  - قسم التعليم الطبي.
  - قسم طب الأطفال.
  - قسم الأمراض الباطنية.
  - قسم الطب التعليمي.
  - قسم الأمراض الجلدية.
  - قسم الطب الباطني.
  - قسم النساء والولادة.
  - قسم طب الأسرة والمجتمع.
  - قسم طب وجراحة العيون.
  - قسم الأطفال.
  - قسم طب وجراحة الأنف والأذن والحنجرة.
- كلية علوم الحاسب والمعلومات
  - قسم علوم الحاسب.
  - قسم نُظم المعلومات.
  - قسم إدارة المعلومات.
  - قسم تقنية المعلومات.
- كلية الهندسة
  - قسم الهندسة المدنية.
  - قسم الهندسة الميكانيكية.
  - قسم الهندسة الكهربائية.
  - قسم الهندسة الصناعية.
  - قسم الهندسة الكيميائية.
  - قسم الهندسة المعمارية.
- كلية اللغات والترجمة
  - قسم اللغة الإنجليزية وآدابها.
  - قسم الترجمة.
- كلية الشريعة: وقد بدأت الدراسة حين افتتاح الكلية عام (1373هـ الموافق لعام 1953م) في قسم واحد هو«قسم الشريعة» لمرحلة البكالوريوس، وبلغ عدد الطلاب الذين التحقوا بها سنة افتتاحها (22) طالباً، وكانت المواد التي تدرس بها آنذاك هي: التفسير، والحديث، والفرائض، والفقه، وأصول الفقه، والقواعد، والوضع، والبلاغة، والتاريخ، والتربية. ثم عُدِّلت هذه الخطة فأضيفت بعض المواد وحذفت أخرى، فأضيف: علم الاجتماع، وعلم النفس؛ وحُذِف: علم الوضع. وفي عام (1389هـ) أضيف البحث العملي ليصبح مقرراً دراسياً مستقلاً، لأجل تعويد الطلاب على كتابة البحوث العلمية والرجوع إلى أمهات الكتب. وفي العام الجامعي (1394/1395هـ) أنشئ قسم ثانٍ في الكلية هو: «قسم الدعوة وأصول الدين»، وبلغ عدد الطلاب الذين التحقوا به سنة افتتاحه: (25) طالباً. وفي العام الجامعي (96/1397هـ) تحول قسم الدعوة وأصول الدين إلى كلية مستقلة باسم كلية أصول الدين. واستمر التطوير في الخطط الدراسية لكلية الشريعة، حتى أضحت الخطة الدراسية لبرنامج الشريعة بوضعها الحالي. ومسايرة للتقدم العلمي الذي شهدته المملكة تم في بداية العام الجامعي 1395/1396هـ افتتاح الدراسات العليا بالكلية في تخصصي الفقه وأصول الفقه، كما تم في العام الجامعي 1399/1400هـ افتتاح الدراسات العليا في تخصص الثقافة الإسلامية. وبهذا تكون الكلية بأقسامها العلمية قد تولت تدريس المراحل الثلاث، وهي المرحلة الجامعية في تخصص الشريعة، ومرحلتا الماجستير والدكتوراه في تخصصات الفقه وأصول الفقه والثقافة الإسلامية. كما تم إنشاء قسم الاقتصاد الإسلامي في العام الجامعي 1399هـ/1400هـ، ليضطلع بالمهمات التعليمية والبحثية المتعلقة بعلم الاقتصاد.
- قسم أصول الفقه.
- قسم الفقه.
- قسم الثقافة الإسلامية.
- الأنظمة.

- كلية أصول الدين والدعوة:
  - قسم القرآن الكريم وعلومه.
  - قسم السنة النبوية وعلومها.
  - قسم العقيدة والمذاهب المُعاصرة.

## الأنشطة

### صحافة الجامعة
للجامعة صحيفة تصدر باسم مرآة الجامعة، ويمكن مشاهدتها إلكترونياً عبر الموقع

### الدوريات
تصدر الجامعة الكثير من المجلات العلمية والدوريات والمطبوعات الدينية والتقنية، ويخصص لها جزء من ميزانية الجامعة.

### الأنشطة الرياضية
للجامعة فريق كرة قدم، لعب بعض المباريات، مع فرق جامعات أخرى.

## شخصيات بارزة تخرجت من الجامعة
- عبدالعزيز بن عبدالله آل الشيخ مفتي المملكة العربية السعودية.
- محمد بن صالح العثيمين عضو هيئة كبار العلماء.
- سعد الخثلان عضو هيئة كبار العلماء.
- عثمان الخميس عالم دين كويتي.
- صالح الفوزان عضو هيئة كبار العلماء.
- صالح اللحيدان عضو هيئة كبار العلماء.
- عبدالرحمن السديس إمام وخطيب المسجد الحرام.
- صالح بن عبدالعزيز آل الشيخ عالم دين سعودي ووزير الشؤون الإسلامية والدعوة والإرشاد.
- عبداللطيف بن عبدالعزيز آل الشيخ الرئيس العام لهيئة الأمر بالمعروف والنهي عن المنكر.
- عبدالرحمن بن ناصر البراك عالم دين سعودي.
- عبد الله الغديان عضو هيئة كبار العلماء.
- عبد الله بن جبرين عالم دين سعودي.
- بكر أبو زيد عضو هيئة كبار العلماء.
- عبد الله بن محمد آل الشيخ رئيس مجلس الشورى السعودي.
- ياسر الدوسري إمام وخطيب الحرم المكّي.
- عبد الرحمن بن عبد الله السند الرئيس العام لهيئة الأمر بالمعروف والنهي عن المنكر.
- محمد المقرن قاضٍ وأستاذ جامعي.
- سليمان الماجد عالم دين سعودي وقاضٍ سابق.
- أحمد سير مباركي عضو هيئة كبار العلماء.
- غيهب الغيهب عالم دين سعودي ورئيس المحكمة العليا السعودية.
- علي الحذيفي إمام وخطيب المسجد النبوي.
- عبد الله المطلق عضو هيئة كبار العلماء.
- وليد بن محمد الصمعاني وزير العدل السعودي.
- يوسف السند عالم دين كويتي وعضو رابطة علماء الخليج.
- محمد عبدالله الجدعان وزير المالية السعودي.
- يوسف البنيان وزير التعليم السعودي.
- محمد بن عبد الكريم العيسى وزير العدل السعودي سابقاً.